# São José de Mipibu (kommun)
São José de Mipibu är en kommun i Brasilien.   Den ligger i delstaten Rio Grande do Norte, i den östra delen av landet, 1 800 km nordost om huvudstaden Brasília. Antalet invånare är 39 771.
Följande samhällen finns i São José de Mipibu:
- São José de Mipibu

Omgivningarna runt São José de Mipibu är huvudsakligen savann. Runt São José de Mipibu är det ganska tätbefolkat, med 93 invånare per kvadratkilometer.